# Fatehah Mustapa
Fatehah Mustapa (12 de março de 1989) é uma ciclista malaio. Se define como velocista.

## Londres 2012
No ciclismo de pista, representou seu país, Malásia, nos Jogos Olímpicos de Verão de 2012 na prova Keirin feminino, terminando em décimo quinto lugar.